# Offensive Interference
Offensive Interference is de elfde aflevering van het zesde seizoen van het tienerdrama Beverly Hills, 90210, die voor het eerst werd uitgezonden op 15 november 1995.

## Verhaal
Het blijkt dat Ray zijn woord houdt, nu Donna hem niet meer wil spreken heeft hij nu aangifte gedaan tegen Joe voor zijn verwondingen. Het footballteam heeft Joe geschorst omdat hij op de avond van halloween te laat binnen was. Het team weet niet wat er gebeurd is en denken dat Joe gewoon bij een meisje was. Als Donna Joe wil bezoeken krijgt ze te horen dat ze beter kan gaan. Donna legt dan uit aan de teamleden wat er precies gebeurd is en dat Joe haar beschermd heeft, nu ze dat weten is Donna weer welkom. De volgende dag gaat Donna weer naar het Toernooi van de Rozen en worden de finalisten bekendgemaakt, Donna is ook door samen met Lisa. Nu moet Felice opbiechten dat ze wel op de foto staat die Donna pas ontdekt heeft. De foto is gemaakt toen ze 19 jaar was en een dag later ontdekte ze dat ze zwanger was en zich terug moest trekken uit het toernooi. Ze kreeg een miskraam en vertelde dit niet aan Donna, omdat ze zich schaamde omdat zij zelf van Donna eist dat die als maagd het huwelijk ingaat. Donna is nu verward maar kan haar moeder toch vergeven. Nu het tot een rechtszaak komt moet Donna vertellen aan haar ouders wat Ray haar allemaal aangedaan heeft. Dit valt haar zwaar, maar na het vertellen beloven ze haar dat ze altijd achter haar zullen staan.
Het weekend van de belangrijkste wedstrijd komt eraan, de footballwedstrijd tegen C.U.-Zuid. Ze denken dat C.U.-Zuid de mascotte van C.U. willen stelen als wraak voor het stelen van hun mascotte (zie Homecoming). Colin die nu als leraar werkt op de universiteit zit ook in het complot om hun mascotte te beschermen. Hij heeft een duplicaat gemaakt van de mascotte en deze wordt neergezet in het huis van Brandon en Steve. Ze denken dat deze gestolen wordt en hangen videocamera’s op en zo staat het op film als deze inderdaad gestolen wordt. De inbrekers weten alleen niet dat ze het duplicaat hebben, het originele exemplaar ligt bij Colin in de koelkast. In het weekend is het feest omdat ze gewonnen hebben van C.U.-Zuid.
Als Valerie aan het werk is in de club, komt Jonesy ineens binnen om haar belofte na te laten komen. Hij heeft haar hulp nodig en wil dat ze zich als een hoer verkleedt om zo iemand in de val te lokken. Het slachtoffer is de man van een klant van Jonesy. Ze wil dit verborgen houden voor David, die behoorlijk achterdochtig wordt van haar geheimzinnigheid. Als Valerie opgepakt wordt terwijl ze aan het tippelen is, belt ze naar David om haar borg te betalen. Nu snapt David er niets meer van, vooral als hij hoort waarom Valerie opgepakt is. Als hij hoort hoe het precies zit, vergeeft hij Valerie. Ze eindigen samen in bed.
Brandon is bezig om het huis van Dylan klaar te maken om het af te sluiten. Kelly komt hem helpen en is daar blij mee omdat hij zich best ellendig voelde. Ze hebben grote lol als Susan binnenkomt, die zichzelf dan opgelaten voelt als ze Brandon en Kelly samen ziet. Ze voelt zich buitengesloten en wil dat Brandon het haar vertelt als er iets is.

## Rolverdeling
- Jason Priestley - Brandon Walsh
- Jennie Garth - Kelly Taylor
- Ian Ziering - Steve Sanders
- Brian Austin Green - David Silver
- Tori Spelling - Donna Martin
- Tiffani Thiessen - Valerie Malone
- Joe E. Tata - Nat Bussichio
- Kathleen Robertson - Clare Arnold
- Jamie Walters - Ray Pruit
- Jason Wiles - Colin Robbins
- Michael Durrell - Dr. John Martin
- Emma Caulfield - Susan Keats
- Cameron Bancroft - Joe Bradley
- Katherine Cannon - Felice Martin
- Ryan Thomas Brown - Morton Muntz
- Wings Hauser - J. Jay Jones "Jonesy"
- Tembi Locke - Lisa Dixon